# Sindi
Sindi (en alemán Zintenhof) es una ciudad del suroeste de Estonia, localizada en el condado de Pärnu.

## Geografía
Sindi está localizada en la margen izquierda del río Pärnu, su término municipal se encuentra entre este río y la zona pantanosa de Lanksaare.
Sindi limita por el noroeste con el municipio rural de Sauga, al noreste con el de Tori y al sureste con el de Paikuse. La capital del condado, Pärnu, se encuentra a 14 kilómetros al suroeste.

## Demografía
- Evolución de la población:

| Evolución de la población del municipio de Sindi | Evolución de la población del municipio de Sindi | Evolución de la población del municipio de Sindi | Evolución de la población del municipio de Sindi | Evolución de la población del municipio de Sindi | Evolución de la población del municipio de Sindi | Evolución de la población del municipio de Sindi | Evolución de la población del municipio de Sindi | Evolución de la población del municipio de Sindi | Evolución de la población del municipio de Sindi |
| Año                                              | 1989                                             | 2000                                             | 2001                                             | 2002                                             | 2003                                             | 2004                                             | 2005                                             | 2006                                             | 2007                                             |
| ------------------------------------------------ | ------------------------------------------------ | ------------------------------------------------ | ------------------------------------------------ | ------------------------------------------------ | ------------------------------------------------ | ------------------------------------------------ | ------------------------------------------------ | ------------------------------------------------ | ------------------------------------------------ |
| Población                                        | 4.548                                            | 4.179                                            | 4.150                                            | 4.121                                            | 4.093                                            | 4.077                                            | 4.064                                            | 4.049                                            | 4.039                                            |
- Nacionalidad y lengua materna:

| Nacionalidad y lengua materna en Sindi | Nacionalidad y lengua materna en Sindi | Nacionalidad y lengua materna en Sindi | Nacionalidad y lengua materna en Sindi |
| Habitantes por nacionalidad            | Habitantes por nacionalidad            | Hablantes por lengua materna           | Hablantes por lengua materna           |
| Nacionalidad                           | Habitantes                             | Idioma                                 | Hablantes                              |
| -------------------------------------- | -------------------------------------- | -------------------------------------- | -------------------------------------- |
| Estonios                               | 3.799                                  | Estonio                                | 3.296                                  |
| Rusos                                  | 157                                    | Ruso                                   | 785                                    |
| Ucranianos                             | 2                                      | Ucraniano                              | 24                                     |
| Bielorrusos                            | 4                                      | Bielorruso                             | 7                                      |
| Lituanos                               | 2                                      | Lituano                                | --                                     |
| Finlandeses                            | 0                                      | Finés                                  | 18                                     |
| Letones                                | 2                                      | Letón                                  | 4                                      |
| Otras                                  | 1                                      | Otros                                  | 29                                     |
| Sin definir                            | 200                                    | Sin identificar                        | 16                                     |
| Desconocida                            | 12                                     |                                        |                                        |

## Lugares de interés
Los edificios más notables de la ciudad son la estación del ferrocarril y el ayuntamiento construidos en los años 1927-28. Además se conservan aún las tradicionales casas de la fábrica de telas. 

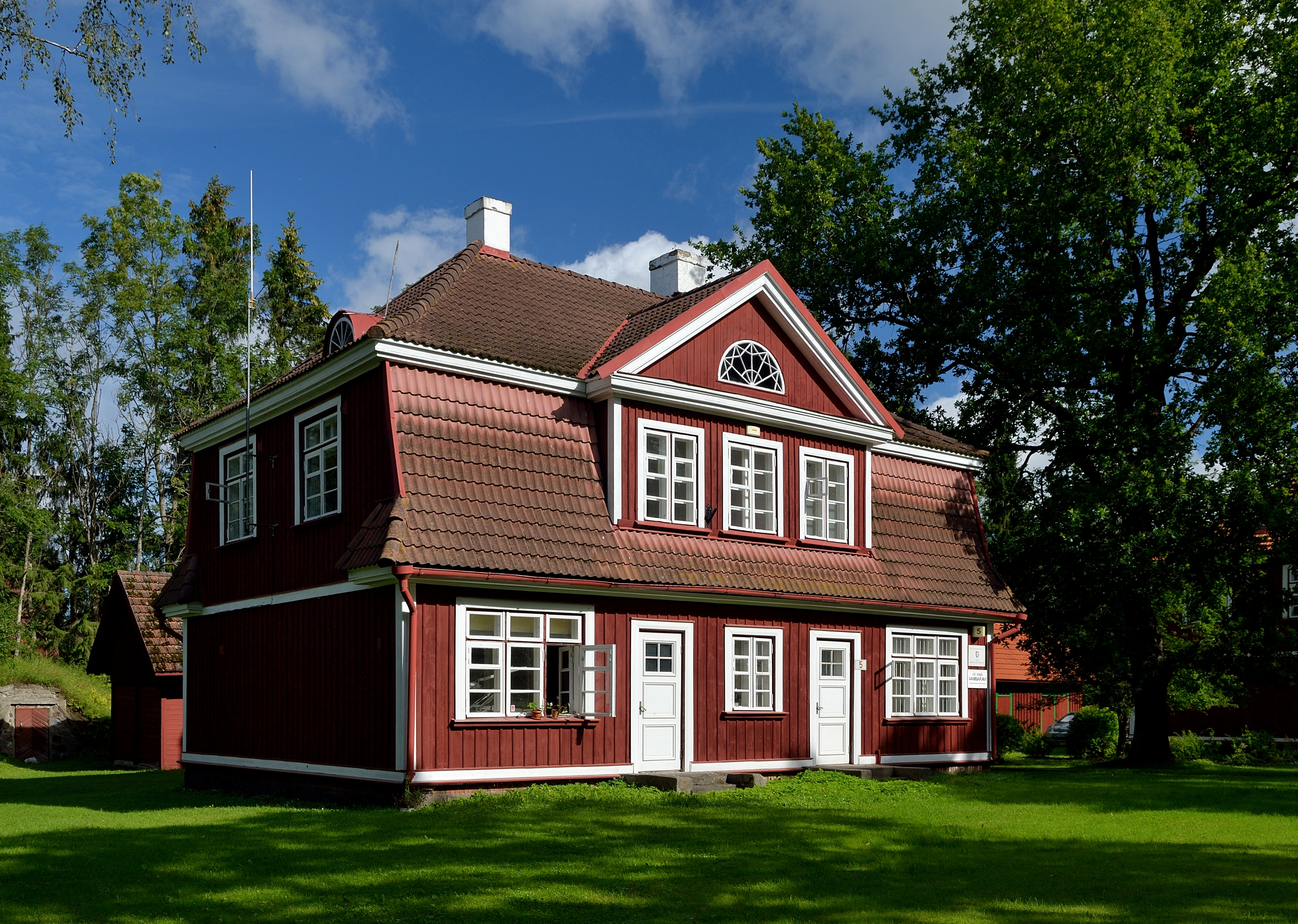
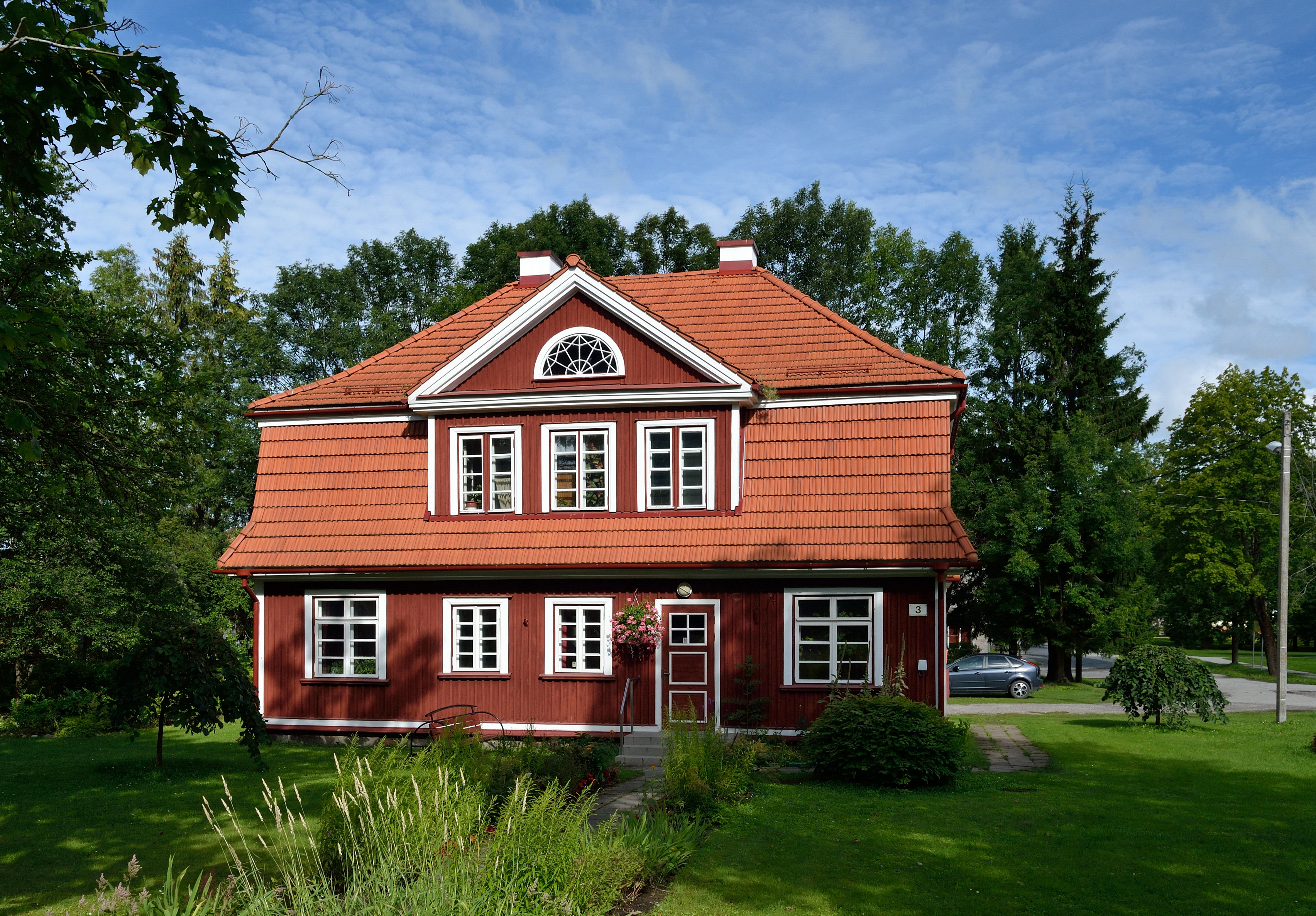
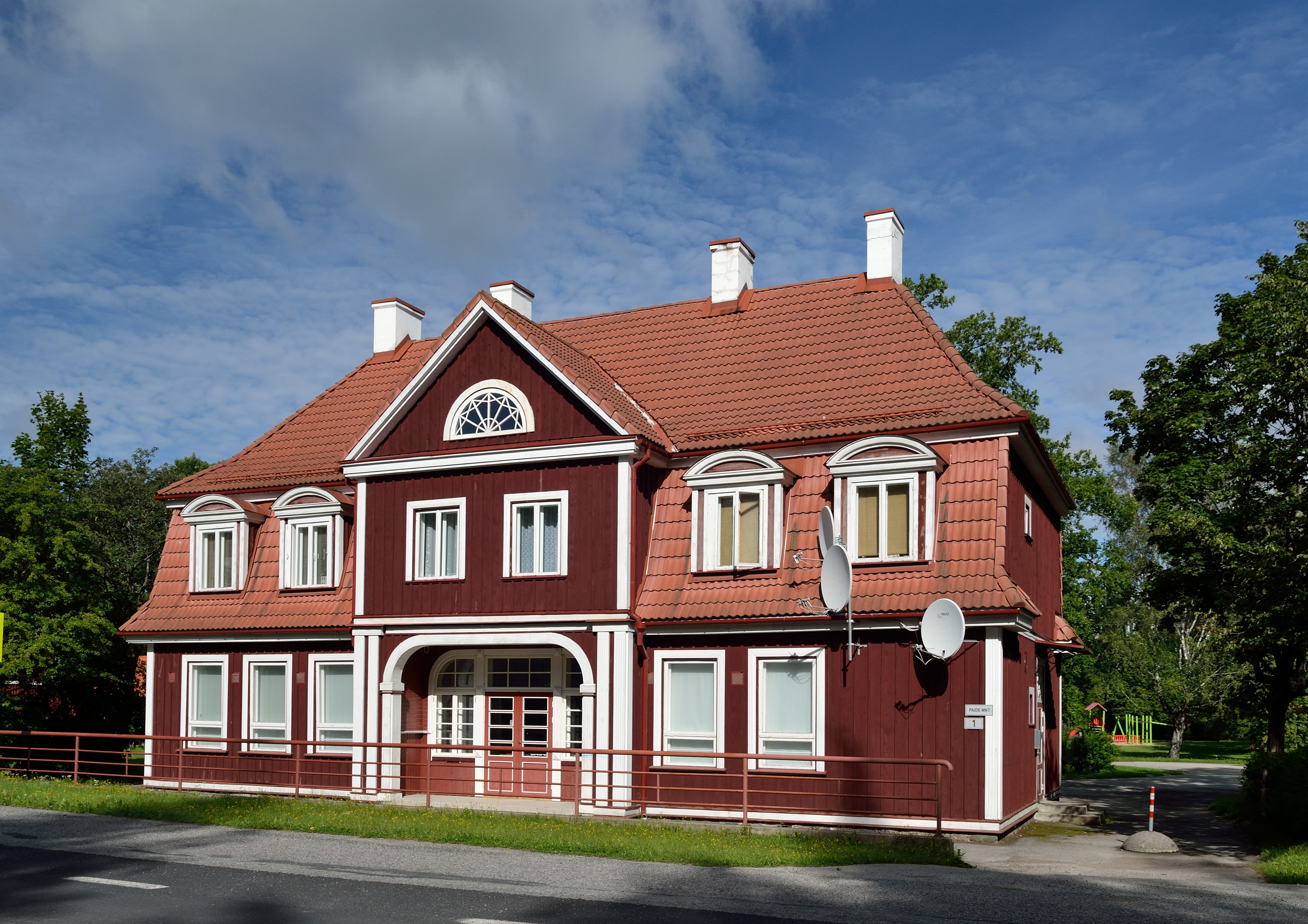